# Aqui, Ali, em Qualquer Lugar
Aqui, Ali, em Qualquer Lugar é um álbum da cantora e compositora brasileira Rita Lee, interpretando clássicos dos Beatles em bossa nova. Foi lançado em 2001.

## Recepção
| Críticas profissionais | Críticas profissionais |
| Avaliações da crítica  | Avaliações da crítica  |
| Fonte                  | Avaliação              |
| ---------------------- | ---------------------- |
| allmusic               | link                   |

A partir do álbum a cantora iniciou a turnê Yê Yê Yê de Bamba, na qual cantava as músicas do CD, além de seus clássicos como, "Lança Perfume", "Doce Vampiro" e ainda músicas que não cantava há alguns anos como, "Hey Boy", música do seu ex-grupo Os Mutantes.
A Turnê percorreu todo o Brasil e alguns países da América Latina como a capital argentina, Buenos Aires, lá o álbum foi considerado "a consagração de Rita Lee na Argentina", no qual a cantora fez apresentação na casa de show Luna Park.
Em sua autobiografia, Rita chama o disco de Bossa 'n' Beatles e diz que o álbum fez mais sucesso fora do Brasil. Entretanto, no Brasil, o álbum também teve muita repercussão, tanto que a faixa-título foi tema da novela Agora É Que São Elas da Rede Globo, sendo colocada inclusive no CD da trilha sonora da produção. 
O mesmo se repetiu com a música Minha Vida que foi tema de duas novelas: Desejos de Mulher em 2002 sendo posta no CD da nacional da novela  e anos mais tarde a mesma música foi tema de abertura da novela Espelho da Vida  também sendo incluída no CD da novela, ambas da Rede Globo.
A música Pra Você Eu Digo Sim aparece na posição 65 entre as 100 músicas mais tocadas nas rádios no ano de 2001

## Faixas
1. "A Hard Day's Night" (Lennon/McCartney)
2. "With A Little Help From My Friends" (Lennon/McCartney)
3. "Para Você Eu Digo Sim (If I Fell)" (Lennon/McCartney, versão: Rita Lee)
4. "All My Loving" (Lennon/McCartney)
5. "Minha Vida (In My Life)" (Lennon/McCartney, versão: Rita Lee)
6. "She Loves You" (Lennon/McCartney)
7. "Michelle" (Lennon/McCartney)
8. "Aqui, Ali, Em Qualquer Lugar (Here, There and Everywhere)" (Lennon/McCartney, versão: Rita Lee)
9. "I Want To Hold Your Hand" (Lennon/McCartney)
10. "Tudo Por Amor (Can't Buy me Love)" (Lennon/McCartney, versão: Rita Lee)
11. "Lucy In The Sky With Diamonds" (Lennon/McCartney)

## Faixas bônus
1. "Here, There and Everywhere" (Lennon/McCartney)
2. "In My Life" (Lennon/McCartney)
3. "If I Fell" (Lennon/McCartney)

## Certificações e vendas
| Região                     | Certificação | Vendas  |
| -------------------------- | ------------ | ------- |
| Brasil (Pro-Música Brasil) | Ouro         | 250,000 |